# Genti Tavanxhiu
Genti Tavanxhiu, nacido en Shkodër en 1973 , es un escultor albanés. Vive en Italia.

## Vida y obras

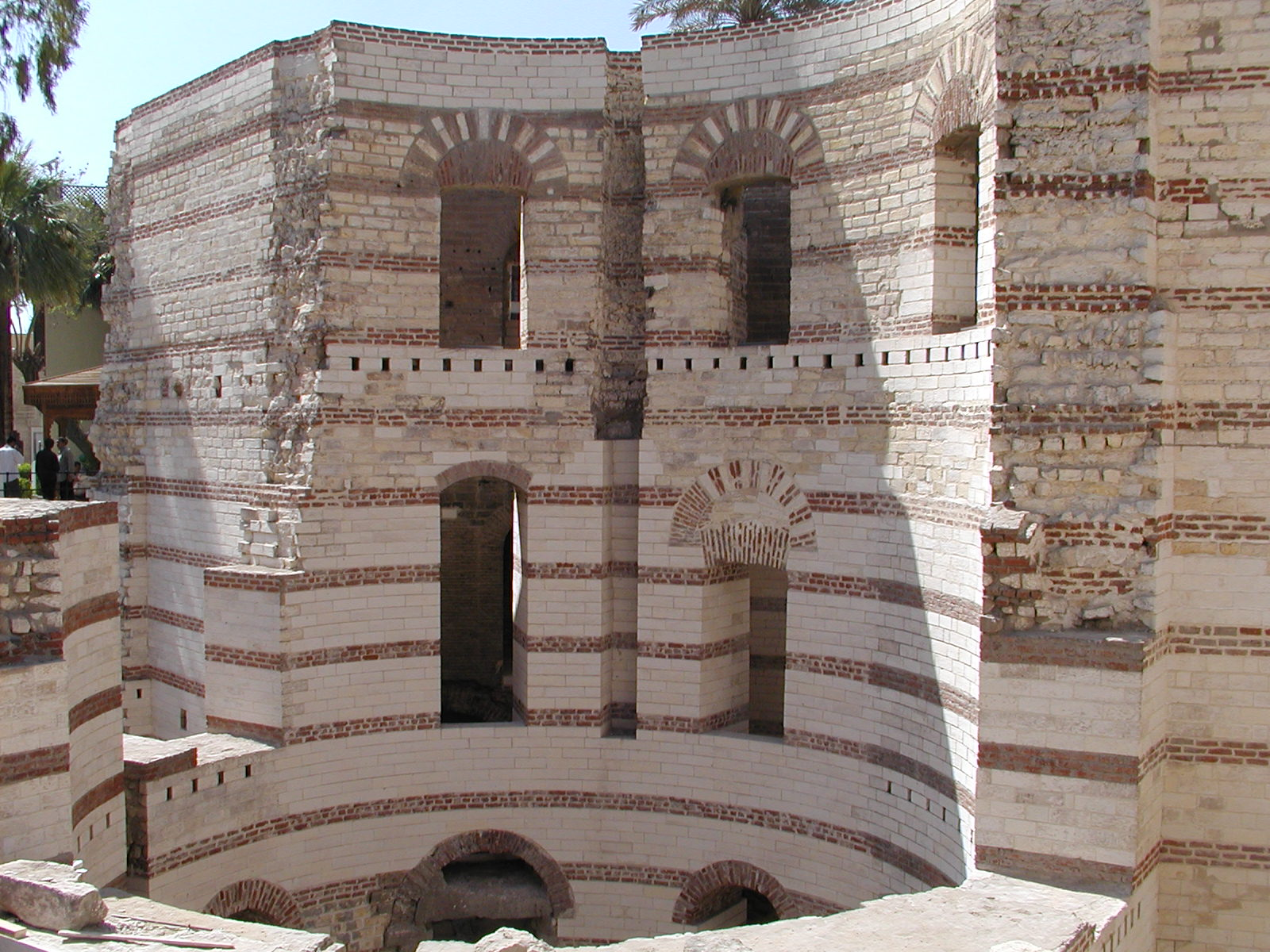
Torre de Babilonia, en el Barrio Copto de El Cairo, las figuras de Tavanxhiu siguen esta secuencia cromática, así como la estratificación de la piedra.

Genti Tavanxhiu, nació en Shkodra en 1973. Terminó el Liceo Artístico en Shkodra y luego estudió por un período de tiempo con el pintor Lin Delia. Dejó Albania en 1993 y actualmente vive y trabaja en Ascoli Piceno, Italia. Genti Tavanxhiu es uno de los albaneses de Italia, conocido por sus logros en el campo de la escultura monumental.
En sus obras del año 2008, se ve la influencia del arte de Egipto, como es el caso de la escultura del dios halcón Horus, y de Amset. El tratamiento de los materiales recuerda a las fortalezas del Barrio copto de El Cairo.